# Gambatesa
Gambatesa är en ort och kommun i provinsen Campobasso i regionen Molise i Italien. Kommunen hade 1 405 invånare (2018).